# Jonatán Macabeo
Jonatán Macabeo fue sumo sacerdote del antiguo Estado israelita de Judea y cabecilla de la insurrección judía contra el poder seléucida (160 a. C.-142 a. C.).

## Biografía

Fases de expansión del reino de los asmoneos.

Jonatán era uno de los cinco hermanos Macabeos, hijos del sacerdote Matatías. A la muerte de su hermano Judas Macabeo, tomó el mando del partido nacionalista. Fue un hábil político, que supo jugar con los conflictos dinásticos del reino sirio en beneficio propio. Consiguió adueñarse de Jerusalén de manera permanente, lo que desembocó en su nombramiento como sumo sacerdote en 152 a. C. por el pretendiente seléucida Alejandro Balas, que poco después conseguiría imponerse en el trono de Siria. Jonatán consiguió la cesión de Eqron, Efraím, Lidda y Ramatain por parte de Alejandro y de su sucesor Demetrio II Nicátor. Este hecho no le impidió aliarse con Diodoto Trifón, que se erigió en candidato rival de Demetrio al trono seléucida. Sin embargo, fue el mismo Trifón quien tendió una trampa al líder judío, al que capturó en Ptolemais y asesinándole más tarde en Baskamá, en la Transjordania.
El poder pasó a manos de su hermano Simón Macabeo, que le erigió un grandioso mausoleo en la población de Modín, su ciudad natal.